# Лимфодренаж
Лимфодренаж (англ. lymphatic drainage — «отток лимфы», от drainage — осушение, отток), также лимфодренажный массаж, пневмомассаж и прессотерапия — один из видов массажа, метод физиотерапии, используется в косметологии и физической реабилитации спортсменов.
В медицине термином «лимфодренаж» называют прохождение лимфы от органов до венозной крови через лимфоузлы, в том числе через канальцы межпозвоночных дисков. Лимфодренажный массаж при этом основан на гипотезе о причине некоторых патологических состояний в нарушениях оттока межклеточной жидкости (застое лимфы). Для устранения застоя лимфы  используются специальные массажные техники.
Аппаратный лимфодренажный массаж называется прессотерапией.
Эффективность лимфодренажного массажа с точки зрения доказательной медицины не подтверждена.  

## Описание
В косметологии и физической реабилитации спортсменов лимфодренаж предусматривает выведение излишней жидкости и других продуктов обмена из межклеточного пространства, что призвано активировать отток лимфы и этим улучшить транспортную функцию артериальной и венозной систем.
Сторонники этой методики считают, что при проведении лимфодренажа происходит воздействие на всю лимфатическую систему, вследствие чего расслабляются мышцы, расширяются сосуды, лимфа начинает равномерно циркулировать и распределяться по всему организму.

## Разновидности

### Мануальный (ручной) лимфодренаж
Мануальный (ручной) лимфодренаж (англ. manual lymphatic drainage) (также называется лимфодренажный массаж) — разновидность массажа, мягкая, лёгкая, ритмичная техника. Используется массажистами и другими специалистами с начала 1930-х годов. Есть несколько техник такого массажа, которые влияют на лимфатическую систему.
В лимфодренажном массаже известен метод Воддера. Датчане Эмиль и Эстрид Воддеры разработали и описали такой массаж во Франции в 1930-х годах. Ими впервые был описан систематический метод мануального воздействия на лимфатическую систему, хотя другие авторы ранее упоминали использование массажа для лечения отёков. Лимфодренажный массаж разработан ими для использования в лечении многих состояний, включая лимфедему, ортопедические проблемы, спортивные травмы, дерматологические проблемы и стресс.
Раахи Патель, израильский физиотерапевт, специалист по лимфедеме, утверждает, что пациентов можно обучить самостоятельно выполнять лимфодренажный массаж после операции как один из способов уменьшения лимфедемы.

### Аппаратный лимфодренаж
Аппаратный лимфодренаж включает в себя несколько методов.
Гальванизация — воздействие на ткани постоянным током невысокого напряжения и малой силы через наложенные на кожу человека электроды. Это стимулирует метаболизм клеток, ускоряет обменные процессы и выведение продуктов обмена.
Электроионофорез предусматривает введение в эпидермис при помощи электродов различных веществ (увлажняющих, стимулирующих, питающих). Вещество наносится на прокладки электродов и под действием электрического поля проникает в организм через кожные покровы.
Прессотерапия — воздействие на определённые части тела сжатым воздухом с использованием надетого на пациента специального костюма и двух микропроцессоров, которые контролируют давление на каждом участке тела. На лимфатическую систему воздействуют сжатым воздухом, подаваемым через манжеты, в результате которого происходит вытеснение из тканей излишков внеклеточной жидкости — лимфодренаж. Это своего рода «выжимающий массаж», выполняемый не вручную, а с помощью специальной аппаратуры, позволяющей дозировать воздействия. Другие названия этой процедуры — прессомассаж, импульсная баротерапия, барокомпрессия.
Вакуумный лимфодренаж основан на локальном воздействии отрицательного давления на участки кожи, с тем чтобы стимулировать клеточный обмен веществ, улучшить отток крови и лимфы. Аппарат для вакуумной терапии представляет собой воздушный компрессор, создающий отрицательное давление, с насадками различного диаметра. Массажист передвигает по телу пациента вакуум-аппликаторы, следуя по лимфодренажным линиям (путям лимфооттока).
Микротоковый лимфодренаж — технология, основанная на использовании слабого импульсного электрического тока. Роберт Беккер и Бьюм Нордстен доказали, что при любом патологическом процессе (травме, воспалении) происходит изменение электрического потенциала клеточных мембран. При этом нарушается соотношение фаз работы клеточной мембраны — потенциала действия и потенциала покоя. Ток небольшой величины способен проникать в патологический очаг, восстанавливая поляризацию клеточной мембраны, благодаря чему нормализуется работа клеток. Микротоковая терапия является способом борьбы с отёком в тех случаях, когда массаж противопоказан. Микротоки стимулируют мышечные волокна при помощи попеременного сжатия и расслабления, что в теории ведёт к улучшению микроциркуляции. Микротоковый лимфодренаж действует до 24 часов после окончания процедуры. Эффективность микротоков в косметических целях не доказана.

## Классификация методов лимфодренажа

### По глубине воздействия
- Поверхностный — активизирует лимфатические капилляры, расположенные в коже, а также активные нейрорецепторы, связанные посредством нервной системы с гладкомышечными структурами внутренних органов. Например, микротоковый и вакуумный лимфодренаж[2][17].
- Глубокий — активизирует лимфообращение на уровне глубоко расположенных лимфатических сосудов. Глубокому лимфодренажу способствует активное мышечное сокращение. Например, при наложении электродов на область проекции крупных лимфатических сосудов, прессотерапия, электролимфодренаж, при ходьбе, плавании и т. д.[2][17]

### По площади воздействия
- Зональный — обработка ограниченной области[2][17].
- Общий — проводится обработка всей поверхности тела с проработкой крупных сосудов и лимфатических узлов[2][17].

## Эффективность процедур
В 2013 году в систематическом обзоре выявлено отсутствие эффекта у лимфодренажного массажа при лимфедеме, связанной с раком молочной железы. Процедура применялась и в целях предотвращении отёка конечностей у женщин из группы риска, и при лечении таких отёков у пациенток.
Авторы проведённого в России опубликованного в 2016 году исследования с малым числом пациентов заявили о положительном воздействии мануального лимфодренажа и акупрессуры на отёки, развивающиеся после травм (от 10 до 26 пациентов с разными видами травм, травмы «в основном свежие») и оперативных вмешательств (от 1 до 4 пациентов по разным видам операций давностью 2—10 лет).